# Jundiá
Jundiá (Vila de Jundiá) là một đô thị bang Alagoas, Brasil. Dân số năm 2008 ước tính 4700 người.